# Magnús Stefánsson
Magnús Stefánsson (ur. 1 października 1960 w Reykjavíku) – islandzki polityk, działacz Partii Postępu.
Od 1995 pełni mandat deputowanego do Althingu. W latach 2006–2007 sprawował urząd ministra spraw społecznych. Był wiceprzewodniczącym Althingu (2007–2008). Od 2003 zajmuje stanowisko wiceprzewodniczącego frakcji parlamentarnej Partii Postępu.
Jest żonaty i ma dwoje dzieci.